# Nogueira (Arganil)
40° 12′ 03″ N, 8° 01′ 45″ O
Nogueira é uma aldeia portuguesa pertencente à freguesia e concelho de Arganil , paróquia da Diocese de Coimbra.Pertence à Região Centro, província histórica (ou região natural) da Beira Litoral, formalmente instituída por uma reforma administrativa havida em 1936, sub-região estatística Portuguesa do Pinhal Interior Norte.
A aldeia da Nogueira, situa-se na encosta da Serra da Aveleira, e é ladeada pelo Lombo Serrão. 
É uma das diversas povoações serranas arganilenses, beirãs de Portugal, sendo a História que se pode relatar feita século após século, ou década a década(*), com particularidades vincadas que só podemos imaginar. As belas “construções” da natureza ainda sem grande intervenção humana. Dos relatos da expansão de um País e da descrição de povoações que foram sendo criadas e expandidas. De populações irmãs limitadas geograficamente em que a deslocalização era muito difícil, procurando na vizinhança a constituição de família, e do associativismo e união que era a raiz do progresso. Comunidade, amizade e fraternidade, que prevalece nestes povos e é sentida pelos seus visitantes.
(*)condicionantes históricas 1910-1933 Primeira República , Primeira Guerra Mundial , Ditadura nacional , Estado Novo. Revolução de 25 de Abril de 1974.

## História administrativa-Minutas para os forais
Nogueira aparece primeiramente descrita nas minutas para os Forais da Vila de Arganil, e demais lugares da Beira na era de 1213 no Reinado de D. Afonso II.
A partir dos quais mandar-se-ia fazer o Foral, por estes apontamentos e declarações, revistos pelas Inquirições e com “visto” de Rui Boto dado serem todos do Senhorio - Bispo  de Coimbra – D. Pedro Soares. 
As primeiras cartas de foral, eram, fundamentalmente, contratos agrários com o objectivo de povoamento, pelo que muitos forais se encontram na base da formação de núcleos populacionais autónomos. As cartas de foral eram concedidas pelo Rei ou por um senhor, laico ou eclesiástico, a uma terra, estabelecendo as normas a seguir pelos habitantes entre si e em relação à entidade outorgante. Trata-se, na realidade, de uma carta de privilégio, e não existem grandes diferenças entre as concedidas pelo rei e as outorgadas pelos senhores, particulares ou eclesiásticos.
A atribuição de forais a concelhos, novos ou já existentes, feita pelo Rei, nos séculos XIII e XIV, pressupunha um movimento das próprias populações no sentido de se libertarem das leis e da justiça senhorial. Muitas vezes o foral concedido a uma terra tomava-se como modelo outros, com ou sem alterações, o que justifica a possibilidade de criação de tipologias.

### Foral de Arganil com menção à Nogueira
O foral seria dado e assinado por D. Manuel I, à vila de Arganil do bispado de Coimbra em 1516. Assinado por "Rodericus". Concertado e registado no Tombo por Fernão de Pina, encarregue do corregimento dos forais do reino por comissão régia.
Já incluía a Nogueira e demais lugares do bispado.
O Foral foi entregue na Guarda, em 14 de Setembro de 1516, por António Cotrim, corregedor da comarca da Beira e Riba Côa, a Fernão Gil, morador em Arganil e almoxarife do bispo de Coimbra, conforme termo de entrega feito por João do Campo Coelho, escrivão da chancelaria, e assinado pelo corregedor e pelo escrivão.
Na era de 1516 a Nogueira produzia essencialmente milho, trigo e vinha, com os quais eram feitos os pagamentos dos direitos do lugar, constando 2 vizinhos.

### Memórias Paroquiais  - História custodial e arquivística
Um aviso de 18 de Janeiro de 1758 do Secretário de Estado dos Negócios do Reino, Sebastião José de Carvalho e Melo, fazia remeter, através dos principais prelados, e para todos os párocos do reino, os interrogatórios sobre as paróquias e povoações pedindo as suas descrições geográficas, demográficas, históricas, económicas, e administrativas, para além da questão dos estragos provocados pelo terramoto de 1 de Novembro de 1755.

### "Da Serra desta Terra!"
Já o "interrogador" Manoel da Costa Lemos Tunes em 1758 titulava deste modo "DA SERRA DESTA TERRA!" a linda Serra da Aveleira, deslumbrado certamente com o vasto alcance sobre a paisagem  destas Terras. 
Em 1758 a Aveleira é descrita como um braço da Serra da Estrela, de onde partem vários braços de Serra, e duas ribeiras. Do nascente a Ribeira de Folques, e da parte poente a Ribeira da Nogueira.
A Nogueira aparece descrita geograficamente a par da Aveleira e Lomba da Nogueira por serem povoações muito próximas entre sí. A Nogueira com 33 vizinhos, a Aveleira com 5 vizinhos e a Lomba da Nogueira com 8 Vizinhos. 
Em 1924, a Nogueira e Aveleira são descritas no Guia de Portugal, como sendo um passeio pitoresco em estrada que sobe o dorso de um monte, e que no seu cume, tem um largo panorama sobre a região cultivada de Arganil, o Rio Alva, e sobre as povoações próximas do Sarzedo e Avelar. A aldeia da Nogueira aninha-se num valezinho viçoso, muito arborizado e cheio de águas, mesmo rente à Aveleira que se levanta verticalmente. Casas simples de pequenas janelas e balcões exteriores quase a tocarem-se, sobre ruelas apertadas. Perto da Fonte, um Monólito que será um Menir chamado a Pedra do Álamo.

## A Capela de Santo António
A Capela de Santo António na Nogueira já existia à data deste inquérito em Abril de 1758. 
Capela modesta mas importante cujo padroeiro é Santo António, pelo que se denomina mesmo de Capela de Santo António (ou Santo Antoninho).
Contava-se tradicionalmente, em 1758, a história do Frei Feliciano de Jesus Maria, da Ordem Franciscana dos Capuchos, devoto religioso de Santo António. Sendo de Porto de Mós e Juiz de fora em Arganil , faleceu em Viana do Lima aos 13 de Março de 1718 com opinião de Santo e que diziam fazer Prodígios. 
A torre do relógio não foi construída junto à capela, como é habitual, mas sim um pouco afastada, e segundo se pensa com o objectivo de permitir que os habitantes da localidade vizinha, Lomba, pudessem também ouvir o sino a tocar as horas, o que de facto acontece. A capela, como seria de esperar, tem um importante papel na festa da aldeia.

## Infraestruturas e Rede Social

### 1922 A Estrada para a Nogueira
A primeira comissão de melhoramentos da Nogueira, regularmente constituída, foi criada em 30 de Abril de 1922. Pretendia levar a efeito nesta terra alguns melhoramentos de que ela carecia, a construção de um marco fontenário e da estrada da  Nogueira até Arganil.
"Essa comissão ficou assim composta por: António Travassos de Almeida, Presidente; Antonino da Costa Carvalho, Vice-Presidente; João Fernandes Travassos, Secretário; Francisco Travassos de Almeida, Tesoureiro; João Travassos Correia, João Martins Serra, Francisco Martins Serra, Antonino Antunes de Carvalho, Francisco da Costa Martins, Diamantino Fernandes Varandas, António da Costa Duarte, João Fernandes Varandas e Manuel J. Bernardes Costa, Vogais." 
Este projecto da Estrada seria posteriormente revitalizado, pela recém formada União Nogueirense (em 1931), levando-o a bom porto e culminando na inauguração em 04 de Setembro de 1932.

### "O Sonho" da Escola Primária
A escola primária inexistente em Nogueira, vinha sendo uma pretensão ou “sonho” dos nogueirenses há vários anos. A escola responderia não só ás crianças  Nogueirenses, mas também às crianças da Aveleira e Lomba. Os difíceis acessos para Arganil, sem estrada e em terreno enlameado, sujeitava-as a longas caminhadas, debaixo de intempéries com os pés na lama, pelo meio de pinhais perigosos sujeitos à iluminação da candeia.
No dia 11 de Maio de 1921, Manuel Antunes Martins de Almeida, nascido na Lomba e casado na Nogueira, apresentou-se na sessão plenária da Câmara Municipal, a oferecer gratuitamente casa para uma escola naquela localidade, e para habitação do professor durante 5 anos, pelo impasse de construção de uma nova. A Câmara aceitou unanimemente a oferta. 
Em Março de 1922, seria determinada a transferência de um professor da Cerdeira (por falta de alunos e frequência) para uma outra escola a criar. Ora perante o esquecimento das crianças da Nogueira, Lomba e Aveleira, sem Professor e impedidos de usufruir de uma solução temporária, escreveria um Nogueirense:
“…Pensou-se em tempo na criação de uma escola em Nogueira, dessa mesma freguesia. Esta localidade, muito mais afastada, cercada de outras povoações, como Lomba e Aveleira, possuindo péssimos caminhos, etc., foi esquecida. Acresce que foi oferecida nessa altura uma casa por 5 anos, para o funcionamento da escola, casa essa que o digno sub-delegado de Saúde, Dr. José Antunes Leitão, reconheceu possuir as necessárias condições higiénicas, tendo sido também visitada pelo Ex.mo Inspector Escolar, que por sua vez reconheceu possuir o mesmo prédio para, ainda que regularmente, realizar o fim que tinha em vista o oferecimento. E tudo isto foi esquecido, tudo se pôs de parte, continuando as criancinhas destas povoações a serem privadas de receberem na idade própria os conhecimentos necessários que façam a luz no seu espírito e assim competentemente, muito mais tarde, possam desempenhar os diferentes papeis que lhe forem destinados neste grande agrupamento social de que todos nós fazemos parte. Acha, pois, a ex.ma Junta, a sua maneira de proceder, justa? Por certo que não, e pela muita consideração em que tenho todos os seus membros é que estou certo que modificará a sua resolução, por assim dizer o seu “Modus Faciendi”, criando onde de direito, por tudo o aconselhar, a respectiva escola. Estou certo que desta maneira pensarão todos aqueles que, imparcialmente, obedecendo apenas a um critério de justiça, quiserem julgar a questão… - António Travassos de Almeida - Coimbra 13 de Março de 1922"
A Junta Escolar responderia em 19 de Junho de 1924 remetendo para a população, a construção da escola 
“…Que a povoação da Nogueira, criada que seja a sua escola, se decida a resolver este assunto de tão grande importância para a sua prosperidade.”
Os nogueirenses unidos, voltam a concentrar os seus esforços com donativos, monetários, de materiais, outros com a dádiva do suor e do calejamento das mãos, e a escola começa a ser construída em 17 de Abril de 1925. A Camara de Arganil também ajuda “cedendo o terreno baldio necessário à escola da Nogueira, que alí anda em construção”. 
Seria concluída a 30 de Setembro de 1925 e inaugurada em 01 de Novembro de 1925.
“As despesas com a construção da escola, foram custeadas na sua maior totalidade pelo Sr. Manuel da Silva Júnior, da Junqueira (Ancião), pai da nova professora, contribuindo os habitantes da Nogueira, Lomba e Aveleira, com madeiras e outros materiais, serviço pessoal e donativos em dinheiro. A comissão angariadora de donativos da direcção das festas, era constituída pelos Sr.s João Fernandes Travassos, Diamantino Fernandes Varandas, Aurélio Marques, João Travassos Correia, Antonio Fernandes Varandas Júnior, António João Miranda e Antonino Antunes de Carvalho da Nogueira e Lomba.” 
A escola tinha já matriculados 38 alunos.

## A União Nogueirense
Já na segunda década se realizava por Lisboa, a criação da benemérita instituição "A Benificiência Arganilense" na Rua Augusta-70, 3º. Dadas as precariedades sentidas pela população, e dos contínuos e fraternos laços que se criavam de entre-ajuda, necessários à prosperidade da nossa terra, nasce primeiramente a Comissão de Melhoramentos da Nogueira (fundada em 10 de Agosto de 1930) e seguidamente a UNIÃO NOGUEIRENSE (transitando da Comissão e com nova designação em 14 de Maio de 1931).
União que tem prevalecido na unidade e "bairrismo" dos seus conterrâneos.

### As "Águas da Nogueira"
Aos 8 de novembro de 1932, em assembleia geral da "União Nogueirense", iniciou-se a subscrição para as "Águas da Nogueira". Seria proposta em Janeiro de 1933 e só em Março de 1935 estariam acordadas e concluídas as negociações "Assunto que foi proficientemente tratado pelo Sr. António Travassos de Almeida e pelo Sr. Engenheiro Ruas...".

### A construção da estrada Nogueira-Lomba-Arganil
Em junho de 1932, a estrada já atingira a Lomba, faltando ainda o troço para a Nogueira. António joão Miranda não perdia um dia sem dirigir o pessoal, na cruzada que encetara com Porfírio dos Santos para a execução da estrada. Porfírio dos Santos - foi com o seu incitamento, a sua persistência e entusiasmo constante, que se conseguiram agitar boas vontades e criar fortes ligações. Deve-se portanto a ele a eficácia e bom êxito, e fazia jus ao reconhecimento e  estima dos povos da Lomba e Nogueira. A estrada seria inaugurada no domingo 04 de Setembro de 1932.
Com o patriotismo dos povos interessados, da comissão que tomou a seu cargo a angariação de donativos e outros serviços difíceis e intrincados, da comissão administrativa da Câmara Municipal ao proporcionar todas as facilidades à Direcção de Estradas para a organização do processo destinado à concessão do subsídio, e a atribuição do subsídio de 37 Contos pelo Governo, os Povos da Nogueira e Lomba tinham conseguido a sua estrada. 
Em Abril de 1933, o empedramento da estrada estaria já assinado e previa tudo concluído até final de Setembro. De enaltecer o entusiasmo do Povo da Lomba, e não esquecendo o bairrista que viria a ser membro da Mesa da Santa Casa de Arganil em 1938-1940, Sr. António Antunes Martins de Almeida, que quer pelos seus donativos e entusiasmo, foi um impulsionador da estrada e do empedramento da mesma.    
Porfírio dos Santos faleceria muito cedo a 07 de Setembro de 1935, mas teria tal como prometido pela população, uma lápide em seu nome, e o seu nome atribuído ao largo existente na Nogueira. O "Largo Porfírio dos Santos".

### A Rede-eléctrica da Nogueira e da Lomba
Seria inaugurada em 16 de Janeiro de 1960, nascida da angariação de fundos da União Nogueirense.
Mais obras seriam propostas e executadas com a intervenção da União Nogueirense, -A Associação Recreativa da União Nogueirense-, -o Tanque Público-, -a Nova Escola-, -O Parque Infantil-, etc.

## Festividades

### Festa de Santo António
Normalmente decorrem no último fim de semana de Agosto.

## Personalidades Nogueirenses a Recordar

### - Padre Manuel da Costa de Vasconcelos Delgado - Reitor de Arganil -
Baptizado aos 28 de Outubro de 1790, filho de Gabriel da Costa,natural da Nogueira e de Maria Rita da Cunha e Vasconcelos, natural da Cerdeira. Foi Reitor da Vila de Arganil vindo a falecer na mesma vila de que era natural, aos 22 de Maio de 1856.
Sobrinho do Prof. Dr. António Garcia Ribeiro de Vasconcelos nascido na freguesia de São Paio de Gramaços-Oliveira do Hospital-distrito de Coimbra, em 1 de junho de 1860, filho de Serafim Garcia Ribeiro, natural de S. Paio de Gramaços e de D. Maria José Candida de Vasconcelos, natural de Arganil. Doutor e lente catedrático em teologia pela Universidade do Coimbra.
Conforme o interessantíssimo folhetim escrito pelo emérito Padre António Maria Rodrigues "A Senhora do Mont'Alto - Notas para uma Biografia, e que tão relevante é, para a história de Arganil na descrição e História do Santuário da Nossa Senhora do Mont'alto, em 1853 foi organizada a primeira filarmónica de Arganil pelo Reverendo Pároco Manuel da Costa de Vasconcellos e pelo memorável António Ribeiro de Campos. Ribeiro de Campos posteriormente fundaria uma banda de música sob a sua direcção que prosperou sempre, tendo em 1857, integrado em grande número de figuras a Filarmónica organizada pelo Rev. Pároco Dr. Luís Caetano Lobo.

### - João Travassos -
Nascido aos 08 de Fevereiro de 1827, sendo um de nove filhos de Joaquim Travassos e Anna Maria de Jesus natural da Nogueira, foi por diversas vezes Vereador, uma das quais no biénio 1874-1876; Provedor da Santa Casa da Misericórdia de Arganil no triénio 1885-1888; Presidente da Câmara de Arganil em 1891, tendo falecido aos 04 de Março de 1896. O Jornal "A Comarca de Arganil" dedicar-lhe-ia um artigo a titulo póstumo em que descreve a sua personalidade e benfeitorias. "...nunca se serviu da política para se engrandecer, mas para acudir as necessidades dos seus conterrâneos, cujos interesses defendeu, corajosamente, intemeratamente. Nesse tempo militaram para além de João Travassos, homens de estatura moral do Sr. Dr. José da Costa, José Augusto de Carvalho, António Franco Dias Correia e Bernardo Simões. Pertencem a essa época as melhores Estradas do Concelho e muitos e valiosos melhoramentos materiais de Arganil e povoações circunvizinhas." Por sua iniciativa se construiria o Chafariz do Paço em Arganil. Este legado de benfeitorias seria também seguido pelo seu sobrinho António Travassos (n.1850-f.1927), filho de Francisco Travassos (Irmão de João Travassos) e de Maria da Costa Cecília(Irmã do Comendador Padre António Luís Matias), tendo sido Provedor da Santa Casa da Misericórdia nos triénios de 1923-1925 e 1925-1927, realizando melhorias em Arganil e  Nogueira ao nível da reconstrução dos muros das Pontes; consertar o depósito da fonte colocando-lhes Cantarias; melhoramentos da calçada no ribeiro, etc.

### - Comendador Padre António Luís Matias -
Nasceu em Nogueira aos 19 de Janeiro de 1837, filho de António Luis e Maria Cecília da Costa naturais da Nogueira, neto paterno de Matias Luis e Maria Martins, esta natural da Aveleira e ele natural e moradores na Nogueira, e materno de José da Costa e Cecília da Costa naturais da Nogueira. Foi Conservador do Registo Predial do Porto vindo a falecer em 16 de Setembro de 1917.

### - José da Fonseca Travassos -
Filho da Nogueirense Luísa de Jesus Travassos e de João Jorge da Fonseca, foi Proprietário e Director do Colégio de S. Pedro em Coimbra. Licenciado em Teologia, e finalizado o seu tirocínio académico para a carreira Eclesiástica no Seminário de Coimbra, dedicar-se-ia a ensinar Português e Latim no Colégio Moderno até extinção por falecimento do seu fundador. Em 1920 adquire o Colégio de S. Pedro de Coimbra,colégio antigo de tradição honrosíssima, e ocupa o cargo de Director do 1º Internato do País, que se encontrava interligado com a Universidade de Coimbra. Em 1927 era já considerado um dos mais importantes do País pela sólida educação e instrução que nele se ministrava. Dirigiu o Colégio de S. Pedro de Coimbra, por mais de 50 anos.

### - Manuel Marques -
O Massagista Manuel Marques
Chamavam-lhe "o homem das Mãos de Ouro" ou "o Massagista das mãos milagrosas". Classificou-se em 1º no Curso de enfermagem e como diria o Jornal "a Bola " "inventou" em Portugal a profissão de Massagista. Realizou ainda vários cursos profissionais no estrangeiro, nomeadamente o curso de massagista pelo Smae Institute, de Leatherhead. O brilhantismo com que se empenhou foi de tal forma que aos 22 anos já era enfermeiro de 1ª classe.Como enfermeiro e massagista desempenhou funções no Sporting Clube de Portugal durante 54 anos, entre 1936 e 1990, tendo prestado também serviço na Selecção Nacional a partir de 1942.
Dotado de uma reconhecida simplicidade, para ele, ser massagista era uma missão, não só no exercício da Profissão, como na formação de novos profissionais. Recebeu dois Prémios Stromp, em 1963 na categoria -Dedicação, e 1984 na categoria -Especial, num evento da mais alta importância do Sporting Clube de Portugal. Foi-lhe concedida pelo Governo a medalha de Mérito Desportivo, mas entre as quais a mais sensibilizante das homenagens seriam a de Arganil e Nogueira em 07 de Setembro de 1982. Faleceu a 12 de Maio de 1990, em Lisboa, e o seu nome ficou imortalizado ao ser atribuído à sala onde funciona o Posto Médico do Clube. Em 2002 foi distinguido com o Leão de Ouro, a título póstumo.
O Nogueirense
Foi um dirigente dedicado da União Nogueirense do qual partiram várias campanhas de angariação,  entre elas a angariação de fundos para a electrificação da Nogueira e Lomba. Ajudou nas recolhas de donativos e comprometeu-se a "custear o que faltasse", e assim, em 16 de Janeiro de 1960, seria inaugurada a Rede-eléctrica da Nogueira e da lomba.
Reconhecido por todos, um Nogueirense "Coração de Ouro", que com a sua dedicação e amizade, chegava no Natal com a família, de Lisboa à Nogueira, com o carro cheio de presentes que eram distribuídos a crianças, adultos e idosos. Montada a árvore de Natal na escola antiga, procedia-se à distribuição dos presentes. Todos eram acarinhados por Manuel Marques no Natal e na Páscoa onde não faltavam as amêndoas.
Manuel Marques ajudou e prestigiou para sempre a Nogueira, com a sua simplicidade, carinho e dedicação. 

### - Dr. Fernando Travassos -
" Médico do Povo "
Fernando Manuel Nogueira Travassos filho do Nogueirense Francisco Travassos de Almeida (vereador da Câmara Municipal de Arganil) e de sua Esposa Sr.ª D. Eulália Martins Nogueira Travassos, nasceu a 01 de Fevereiro de 1922 e foi baptizado na Igreja matriz de Arganil aos 24 de Agosto de 1922. Após frequentar o liceu em Coimbra  prosseguiu os seus estudos Universitários em Medicina, na mesma Cidade, tendo concluído os preparatórios Médicos em Outubro de 1942. 
Concluído o curso de Medicina em 1948, iniciou os primeiros passos da sua carreira Clínica (que viria a ser brilhante) em Baleizão, nas quentes planuras do Alentejo. Tornar-se-ía médico do Hospital da Misericórdia de Ansião em 1950, cedo conquistando as gentes da região pelas suas qualidades humanas e pela excelência do seu profissionalismo. Em 1970 no exercer da sua profissão em apostolado de amor ao próximo, viria a ser agraciado por amigos e população, com um automóvel, e homenageado aos 06 de Janeiro de 1975, em que perfazia 25 anos de início da sua actividade. Vice-Presidente do Conselho Fiscal da Associação Humanitária dos Bombeiros Voluntários e Diretor do Centro de Saúde de Ansião de 1974 a 1992. Foi o primeiro distinguido com Medalha de Mérito Municipal, grau Ouro, atribuída em 1990 pela Câmara Municipal de Ansião, e  pelos profissionais de saúde, com o descerramento de uma lápide no Centro de Saúde de Ansião, a 24 de janeiro de 1992, ano em que completou 70 anos de idade e foi aposentado." Dizia:"Não há doentes ricos nem pobres, apenas pobres doentes". Um filho desta terra apelidado muito honrosamente de "Médico do Povo", faleceu a 27 de Janeiro de 2018.

### - Amândio Travassos de Almeida Nogueira -
Oficial das Forças Armadas Portuguesas-Coronel
Irmão de Fernando Manuel Nogueira Travassos,  
referências para futura redação de editores Wikipedia:
-Baptismo.
-Conclusão do 1º ano de Preparatórios Militares e admitido à Escola do Exército.
-Tenente Coronel sub-chefe de estado maior da 3ª Região Militar em Évora, consagração.
-Condecoração.
-Chefe de Estado Maior em TETE (Moçambique).
-Três condecorações Honoríficas da Ordem Militar de Avis pela presidência da República: -1961/04/11 Oficial (O)-
-1970/08/01 Comendador (Com)-
-1981/02/06 Grande Oficial (GO).

## Locais turísticos a partir da Nogueira
- Serra da Aveleira
- Mata do Hospital (Arganil) – 3,5 km
- Piscina Municipal de Arganil – 3,7 km
- Santuário da Nossa Senhora do Mont'Alto – 6,8 km
- Parque de Campismo Municipal de Arganil – 6,6 km
- Igreja de São Pedro de Arganil – 7,0 km
- Praia Fluvial de Secarias “Cascalheira” (Rio Alva) – 7,2 km
- Praia Fluvial da Peneda Talhada (Secarias)
- Mosteiro de Folques – 8,8 km
- Praia Fluvial de Coja (Rio Alva) – 15,3 km
- Praia Fluvial de Góis (Rio Ceira) – 15,5 km
- Fraga da Pena – 20,7 km
- Mata da Margaraça – 25,2 km
- Praia Fluvial de Pomares (Serra do Açor)
- Serra do Açor – 26,4 km
- Aldeia Histórica do Piodão – 36,1 km